# Ciriacremum africanum
Ciriacremum africanum är en insektsart som beskrevs av Günther Enderlein 1910. Ciriacremum africanum ingår i släktet Ciriacremum och familjen rundbladloppor. Inga underarter finns listade i Catalogue of Life.